# De Todo Meu Coração
De Todo Meu Coração é um álbum de estúdio de Mariana Valadão, sendo o segundo de sua carreira e o primeiro pela Graça Music. As composições da obra são de Thalles Roberto, R. R. Soares, Felippe Valadão, entre outros compositores. O disco ainda traz a participação de Márcio Valadão.

## Faixas
1. "De todo Meu coração" (Thalles Roberto)
2. "Vou Realizar" (Felippe Valadão)
3. "Vida de Deus" (Felippe Valadão e Vinícius Zulato)
4. "Se eu Apenas Te Tocar" (Felippe Valadão e Mariana Valadão)
5. "Deus me ama (Thalles Roberto)
6. "Lindo é o Teu amor" (Felippe Valadão e Mariana Valadão)
7. "Deus sabe o que é melhor pra mim" (Thalles Roberto)
8. "Se isso não for amor" (Josias Meneses)
9. "Amado Jesus" (Felippe Valadão e Mariana Valadão)
10. "Agora é festa" (Mariana Valadão e R. R. Soares)